# 赤毛のアン記念館・村岡花子文庫
赤毛のアン記念館・村岡花子文庫（あかげのアンきねんかん・むらおかはなこぶんこ）は、かつて東京都大田区中央に1991年から2014年まで存在していた私立の文学館である。資料の収蔵と展示は現在、東洋英和女学院に引き継がれている（後述）。

## 概要
名称にあるように、日本に『赤毛のアン』を初めて紹介した村岡花子の書斎を再現し、村岡花子が生きた時代の児童書の展示もおこなっていた。村岡花子の旧邸で1991年に花子の長女の村岡みどりにより開設された。花子の遺族による個人運営で、2014年までは花子の義理の孫に当たる村岡美枝・村岡恵理が主宰していた。

## 休館・移転
2014年時点ではウェブサイト上で「2013年から2014年までは資料貸出に伴い休館中」と案内していた。2015年5月の時点では、「2015年春より蔵書や資料を村岡花子の母校である東洋英和女学院に移設する準備のために一般公開はしていない」となっていた。
2015年4月14日に東洋英和女学院六本木校地 本部・大学院棟1階ロビーに「学院資料・村岡花子文庫展示コーナー」がオープンした。